# Five (álbum de Hollywood Undead)
Five (a veces estilizado como V) —en español: Cinco— es el quinto álbum de la banda estadounidense de rap rock Hollywood Undead, fue lanzado al mercado el 27 de octubre de 2017 mediante del sello discográfico independiente Dove & Grenade Media junto con el otro sello BMG. El primer sencillo, California Dreaming, fue publicado el 24 de julio. Five es el primer álbum de la banda que no cuentan con el baterista y voz Matthew Busek, más conocido como "Da Kurlzz".
Five es sólo una aproximación básica al sonido de la banda en sus tres primeros discos, Swan Songs, American Tragedy y Notes from the Underground, dejando atrás el hip hop y el rapcore que caracterizó a sus tres trabajos más recientes, dirigiendo su nuevo álbum hacia el hard rock y menos rap rock. Además cuenta con una colaboración: B-Real, lo que lo convierte en el primer álbum de estudio de Hollywood Undead con músicos invitados

## Producción
El 23 de julio se hizo conocido por el lanzamiento del álbum el 27 de octubre de 2017 y su nombre "Five", así como lanzó una lista de canciones del álbum. El 25 de julio de 2017 se estrenó un vídeo para el primer sencillo del álbum "California Dreaming", que no fue Da Kurlzz, lo que dio lugar a muchos rumores sobre su salida. Más tarde vino el llamamiento oficial de Johnny 3 Tears: "Somos cinco hermanos, y este es nuestro quinto álbum". 
Este mensaje confirmó la salida, pero las razones no fueron anunciadas. Después del lanzamiento del sencillo, la banda apareció en conciertos en nuevas máscaras decoradas en rojo.

## Sencillos
A mediados de 2017, se filtró varios video sobre una posible sencillo, hasta hacerlo oficial el 23 de julio, la banda lanzó su nueva canción titulado "California Dreaming" como el sencillo principal para su próximo álbum.
El 29 de septiembre, "Renegade" fue lanzado como el segundo sencillo del álbum. El vídeo musical fue filmado y dirigido por Amber Park, y fue lanzado el mismo día.
El 2 de diciembre, "Black Cadillac" fue lanzado como el tercer sencillo del álbum, Su vídeo musical fue lanzado el mismo día.
El 17 de enero, "Your Life" fue lanzado como el cuarto sencillo del álbum, Su vídeo musical fue lanzado el mismo día.

## Lista de canciones
Todas las canciones escritas y compuestas por Hollywood Undead. 
| N.º | Título                        | Duración |  |
| 1.  | «California Dreaming»         | 3:54     |  |
| 2.  | «Whatever It Takes»           | 3:07     |  |
| 3.  | «Bad Moon»                    | 3:52     |  |
| 4.  | «Ghost Beach»                 | 3:54     |  |
| 5.  | «Broken Record»               | 3:39     |  |
| 6.  | «Nobody's Watching»           | 3:58     |  |
| 7.  | «Renegade»                    | 3:58     |  |
| 8.  | «Black Cadillac» (con B-Real) | 3:47     |  |
| 9.  | «Pray (Put Em In the Dirt)»   | 4:24     |  |
| 10. | «Cashed Out»                  | 3:29     |  |
| 11. | «Riot»                        | 3:47     |  |
| 12. | «We Own the Night»            | 4:02     |  |
| 13. | «Bang Bang»                   | 3:40     |  |
| 14. | «Your Life»                   | 3:25     |  |

## Posicionamiento en lista
| Lista (2017)                            | Posiciones |
| --------------------------------------- | ---------- |
| Australian Albums (ARIA)                | 42         |
| Bélgica (Ultratop flamenca)             | 82         |
| Bélgica (Ultratop valona)               | 159        |
| Canadá (Billboard Canadian Albums)      | 11         |
| Finlandia (Suomen Virallinen Lista)     | 17         |
| Alemania (Media Control Charts)         | 24         |
| New Zealand Heatseeker Albums (RMNZ)    | 5          |
| Escocia (Scottish Albums Chart)         | 28         |
| Reino Unido (UK Albums Chart)           | 31         |
| Estados Unidos (Billboard 200)          | 22         |
| Estados Unidos (Top Alternative Albums) | 2          |
| Estados Unidos (Top Rock Albums)        | 3          |

## Personal
Hollywood Undead
- Charlie Scene - Voz principal, guitarra, compositor.
- Danny - Coros, compositor.
- Funny Man - Voz ocasional, compositor.
- J-Dog - teclados, sintetizador, piano, guitarra rítmica, rap, gritos, compositor.
- Johnny 3 Tears - rapero, compositor, gritos.